# Катунский заповедник
Кату́нский биосфе́рный запове́дник — государственный природный заповедник, в январе 2000 года получивший статус биосферного.
Заповедник был создан 25 июля 1991 года, расположен в высокогорьях Центрального Алтая. Площадь — 151 664 га. Центральная усадьба расположена в селе Усть-Кокса. Территория Катунского и Алтайского заповедников внесена в список Всемирного культурного и природного наследия ЮНЕСКО под названием «Золотые горы Алтая» (1998). В 2000 году заповедник включён во Всемирную сеть биосферных резерватов Программы Юнеско «Человек и биосфера». Входит в состав ассоциации заповедников и национальных парков Алтай-Саянского экорегиона..

## Физико-географические условия
Территория Катунского заповедника входит в Центрально-Алтайскую физико-географическую провинцию. Включает в себя южные, и в меньшей степени северные склоны Катунского хребта и северные склоны хребта Листвяга. Заповедник расположен в наиболее высокогорной части Катунского хребта (за исключением массива г. Белуха) с гляциально-нивальными, горно-тундровыми и высокогорно-луговыми ландшафтами.
Абсолютные высоты заповедника колеблются от 1300 до 3280 м н. у. м., что позволяет отнести его к числу самых высокогорных заповедников мира.
Поверхностные воды Катунского заповедника представлены истоками реки Катунь и её притоков. Реки имеют горный характер, как правило, крутые отвесные склоны, а днища долин и русла водотоков заполнены валунами и галькой. Уклоны рек достигают большого значения и составляют 20-130 м/км в верхнем течении, 20-30 м/км в среднем течении, а при впадении в Катунь могут иметь равнинный характер. Протяжённость речной сети на территории Катунского заповедника 1200 км, густота речной сети 0,79 км/км². На территории заповедника находится 135 озёр карового или моренно-подпрудного происхождения.
Осевые участки Катунского хребта повсеместно видоизменены древними и современными ледниками, деятельность которых зафиксирована в островершинных пиках и карлингах, карах и корытообразных долинах со множеством красивых озёр. Моренные холмы, гряды, следы оползней, селей, лавин — всё это указывает на большую активность рельефообразующих процессов. В высокогорьях находится 390 ледников общей площадью 283 км².

## Флора и Фауна
Флора Катунского заповедника включает около 700 видов высших сосудистых растений. В заповеднике встречается 56 видов млекопитающих, 161 вид птиц, 3 вида пресмыкающихся, 8 видов рыб.

## История
Впервые идею о создании ООПТ в Центральном Алтае — Алтайского горного парка — озвучил В. П. Семёнов-Тянь-Шанский в 1917 году. В состав парка предполагалось включить окрестности г. Белухи и одно из высокогорных озёр — Кучерлинское или Аккемское.
В 1961 году вопрос о создании ООПТ в высокогорьях Катунского хребта был поднят А. С. Крюковым. Он предлагал создать природный парк типа народных парков в Чехословакии, включив в него всю территорию Катунского хребта. В 1970-х годах Ревякин и Н. Г. Салатова детально обосновали необходимость создания заповедника, включающего в себя Катунский хребет и г. Белуху. Тогда же проектируемый заповедник был включён в генеральную схему развития заповедной сети по линии Главохоты на перспективу, без указания сроков.
К обсуждению вопроса о необходимости создания охраняемой территории в высокогорьях Катунского хребта вернулись в начале 1980-х годов. Тогда под эгидой Горно-Алтайского отделения Географического общества СССР развернулась широкая дискуссия о статусе планируемой ООПТ — быть территории заповедником, системой заказников для использования запасов золотого и маральего корня или национальным парком для развития рекреационной деятельности. К. К. Трусов на съезде Всероссийского общества охраны природы (1981 год) предложил организовать заповедно-туристический комплекс площадью около 1 млн га в районе г. Белухи. Он отметил, что в нашей стране нет аналогов такой организации, но это никак не может служить препятствием для её создания.
В 1982 году Алтайский краевой совет ВООП постановил считать вопрос о создании Катунского заповедника своевременным. Для выработки конкретных рекомендаций была организована межведомственная комиссия на базе институтов СО АН СССР, Алтайского госуниверситета и Горно-Алтайского пединститута. Тогда же, в 1982 году, в Биологическом институте СО АН началась работа по организации заповедника. В 1983 году был организован Катунский экспедиционный отряд, который провёл необходимое обследование территории и консультации с землепользователями, руководителями хозяйств и природоохранных организаций Усть-Коксинского и Кош-Агачского районов. По результатам этой работы в 1984 году межведомственной комиссией было предложено организовать биосферный заповедник на площади 1300 тыс. га в Усть-Коксинском и Кош-Агачском районах. При этом площадь заповедной зоны предполагалась в пределах 650 тыс. га.
Кош-Агачский район не согласился на организацию заповедной территории; Усть-Коксинский район дал согласие на организацию заповедника в верховьях Катуни на площади 210 тыс. га. Согласие руководства района было во многом вызвано тем, что, будучи труднодоступной со стороны района, территория проектируемого заповедника активно использовалась хозяйствами Казахстана, а природоохранные организации района были не в состоянии самостоятельно контролировать использование данных земель.
В 1987 году Управление охотничьего хозяйства Алтайского крайисполкома составило краткий проект заповедника. При этом в проект ООПТ были включены земли, не использующиеся в хозяйственном отношении. Их площадь оказалась меньше, чем те 210 тыс. га, на которые в 1984 году согласилась администрация Усть-Коксинского района. В проекте подчёркивалось, что заповедник создаётся для сохранения уникальных высокогорных комплексов и решения проблемы восстановления численности редких видов — красного волка, снежного барса, манула, аргали, дзерена и других животных, но ареалы этих видов оказались за пределами заповедной территории.
Официально Катунский заповедник был создан постановлением Совета Министров РСФСР № 409 от 25 июля 1991 года на площади 157 664 га. В его территорию вошли южный и частично северный макросклоны Катунского хребта и северный макросклон хребта Листвяга. Большая часть территории современного Катунского заповедника при обосновании рассматривалась исследователями лишь как зона рационального ведения хозяйства. Тем не менее, в состав заповедника вошли высокогорья с ледниками и снежниками, формирующими сток верхней Катуни, не затронутые хозяйственной деятельностью высокогорные озера и уникальные альпийские луга.
В 1999—2000 годах, при поддержке Всемирного фонда дикой природы, коллективом заповедника проводились работы по организации филиала заповедника в Кош-Агачском районе — в бассейне реки Юнгур, где расположены основные места обитания снежного барса и других видов животных, относящихся к редким или вымирающим. Был создан проект филиала заповедника, проведены все необходимые согласования на районном уровне, однако вопрос о создании филиала не был решён на республиканском уровне.
В 1998 году заповедник как кластерный участок вошёл в состав территорий Всемирного природного наследия ЮНЕСКО «Алтай — Золотые горы», в 2000 году он получил статус биосферного резервата ЮНЕСКО.
С 1997 прилегающая к Катунскому заповеднику территория стала природным парком «Белуха».

## Деятельность Катунского заповедника
Основные направления работы заповедника:
- Охрана территории
- Научная деятельность
- Экологическое просвещение
- Экологический туризм
- Проведение конкурсов
- Биосферный резерват
- Трансграничное сотрудничество
- Общественный совет
- Научно-технический совет
- Публикации
- Волонтёрство
- Работа с молодёжью и детьми